# Leopoldia bicolor
Leopoldia bicolor là một loài thực vật có hoa trong họ Măng tây. Loài này được (Boiss.) Eig & Feinbrun mô tả khoa học đầu tiên năm 1947.

## Hình ảnh

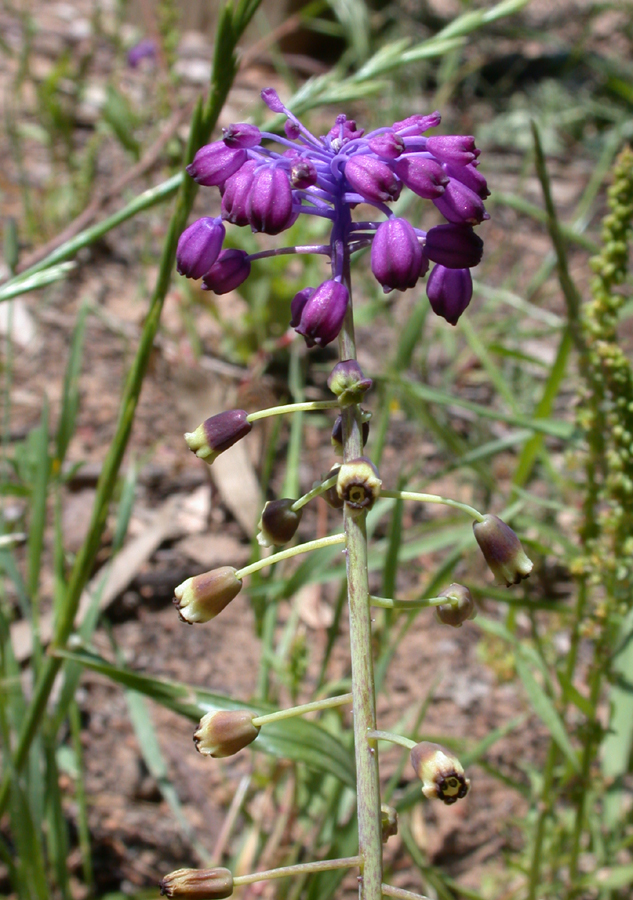